# De Moeial
De Moeial is het onafhankelijke studententijdschrift van de Vrije Universiteit Brussel. Het blad verschijnt sinds 1983. De Moeial verschijnt maandelijks (met uitzonderingen tijdens examenperiodes en zomervakantie) en wordt gratis verdeeld op de campussen van de VUB in Etterbeek en Jette. De redactie bestaat geheel uit vrijwillige medewerkers. Alle journalisten, fotografen en cartoonisten zijn overigens ook student op de VUB. De slogan van het blad luidt: 'Gratis en onbetaalbaar sinds 1983'

## Algemeen
De Moeial streeft politieke neutraliteit na en heeft zich steeds ingezet voor de democratisering van het hoger onderwijs en zich systematisch verzet tegen hervormingen die een commercialisatie van het onderwijs inhielden, onder meer tegen een aantal aspecten van de Bologna-hervormingen. Hoewel de Moeial werkt met financiële ondersteuning van de Vrije Universiteit Brussel wenst het liefst zo onafhankelijk mogelijk te werk te gaan, waarbij kritiek op de eigen universiteit niet geschuwd wordt.
Het blad richt zich naast onderwijsactualiteit in het algemeen en VUB-actualiteit in het bijzonder ook op culturele, theoretische en literaire bijdragen, alsook aan satire en humor. De Moeial beschikt ook over een website waar regelmatig artikels op verschijnen die direct inspelen op de actualiteit. Daarnaast kunnen de Artikelen uit het magazine ook online gelezen worden. Ook op sociale media als Twitter, Facebook en Instagram is de Moeial actief.

## Ontstaan
De Moeial ontstond in 1983 uit een fusie van twee andere studentenbladen op de VUB, het 'Vubke' en 'Vrij Onderzoek', die destijds veertiendaags verschenen. Deze twee studentenbladen, die onafhankelijk van elkaar werkten, moesten gedwongen fuseren, wat de studentenorganisaties die ze uitgaven ertoe dwong om samen een nieuw blad uit te werken, waarbij ook beroep werd gedaan op studenten communicatiewetenschappen. Er werd gekozen voor een blad met een autonome redactie dat 'de Moeial' werd gedoopt. De eerste editie kwam uit op vier oktober 1983 en telde slechts vier bladzijden. Later zou het blad uitbreiden tot acht pagina's, om tot op een gemiddelde van dertig pagina's vandaag te komen.
Het blad verscheen aanvankelijk tweewekelijks en later maandelijks. Ook het formaat is doorheen de jaren gewijzigd. Oorspronkelijk werd de Moeial gedrukt op normaal krantenformaat, en had het ook de structuur van een echte krant, later evolueerden dat naar een tijdschrift met meer pagina's. De laatste jaren verschijnt de Moeial ook in kleur, wat voorheen niet het geval was. De inhoud en de toon werd ook serieuzer en intellectualistischer dan voorheen, met meer diepgaande artikels en kritische opiniestukken. De humoristische en satirische kant van het blad gingen echter niet verloren.